# 瓦勒罗格
瓦勒罗格（法語：Valleraugue，法語發音：[valʁoɡ]）是法国加尔省的一个旧市镇，属于勒维冈区。2019年，瓦勒罗格与市镇鲁维耶尔圣母村合并为新市镇瓦勒代古阿勒。

## 地理
瓦勒罗格（44°4'52"N, 3°38'31"E）面积78.35 平方千米，位于法国奧克西塔尼大區加尔省，该省份为法国南部沿海省份，南端濒地中海，北起顺时针与阿尔代什省、沃克吕兹省、罗讷河口省、埃罗省、阿韦龙省和洛泽尔省接壤。
与瓦勒罗格接壤的市镇（或旧市镇、城区）包括：梅吕埃斯、阿尔菲、杜尔比、芒达古、鲁维耶尔圣母村、莱普朗捷、圣安德烈-德马让库勒、圣安德烈-德瓦尔博涅、圣索沃尔-康普里约、巴叙雷尔。

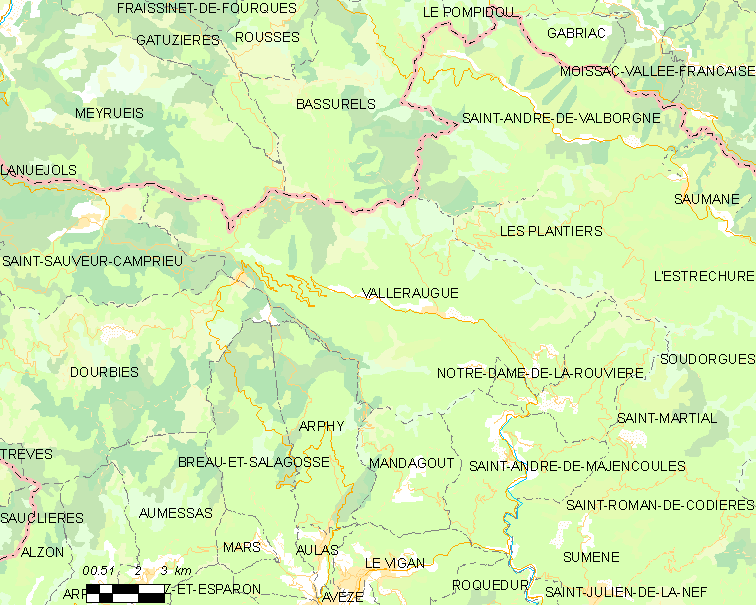
瓦勒罗格的OSM定位图

瓦勒罗格的时区为UTC+01:00、UTC+02:00（夏令时）。

## 行政
瓦勒罗格的邮政编码为30570，INSEE市镇编码为30339。

## 政治
瓦勒罗格所属的省级选区为勒维冈县。

## 人口

1962-2008年间瓦勒罗格人口变化图示

瓦勒罗格于2016年1月1日时的人口数量为1077人。